# 郑玄果
郑玄果（623年—685年7月25日），荥阳开封人。唐朝武将郑仁泰之子，袭封同安郡公。

## 家世
高祖郑景，北齐金紫光禄大夫、阳平太守、荥阳郡公，追赠司州刺史。曾祖父郑继叔，北齐咸阳王斛律光的记事参军。祖父郑德通，隋眉州录事参军，唐朝追赠使持节平州诸军事、平州刺史。父亲郑仁泰，唐初大将，参与玄武门之变，封同安郡公。死后谥号“襄公”。

## 生平
郑玄果起家文德皇后挽郎，解褐曹王府兵曹、赵王府法曹，转幽州录事参军，迁伊州长史、代州司马，未过旬月，除尚乘奉御，迁左率府郎将，除右卫亲府郎将、右卫翊府中郎将，仍兼右金吾将军，袭同安郡公，以大唐垂拱元年六月十九日（685年7月25日）卒于位，春秋六十有三。
夫人河南郡君河南元氏，后魏景穆皇帝拓跋晃第九子南安王元桢七代孙，右卫将军元武寿侄女，右骁卫郎将元备之女。永淳元年二月十四日（682年3月28日）卒于京师龙首里之第，春秋五十有三。